# Jack Louis Levinson
Jack Louis Levinson (* 20. August 1916 bzw. 1910; † 22. Dezember 1989) war ein Unternehmer im Bergbau und Finanzwesen in Südwestafrika, dem heutigen Namibia. Zwischen 1963 und 1965 war Levinson Bürgermeister von Windhoek.
Levinson, der jüdischen Glaubens war, heiratete 1943 die Kunstmäzenin und Autorin Olga Levinson. Mit ihr lebte er für einige Zeit in der bekannten Heinitzburg in Windhoek. Sie galten zu der Zeit als eine der wohlhabendsten Familien des Landes.
Levinson ist auf dem Gammams-Friedhof in Windhoek begraben.
Nach Levinson ist noch heute (Stand Mai 2023) die Fußgängerzone Levinson Arcade in Windhoek benannt.